# Бабенхаузен (Хесен)
Бабенхаузен (на немски: Babenhausen) е град в окръг Дармщат-Дибург в Южен Хесен, Германия, с 16 728 жители (2015).
Бабенхаузен е споменат през 1236 г. за пръв път в документ като Babenhausense. През 1295 г. получава права на град от крал Адолф от Насау.